# لي فان كليف
لي فان كليف (بالإنجليزية: Lee Van Cleef)‏ هو ممثل أمريكي وأحد أشهر وجوه الشر في السينما، اشتهر بأدواره في أفلام الغرب الأمريكي وأفلام الأكشن حيث جعلت منه تقاطيعه الحادة ونظراته الثاقبه الخيار الأمثل للعب أدوار الشر في العديد من أفلام الغرب الأمريكي وأفلام السباغيتي مثل «منتصف الظهيرة» و«الرجل الذي اطلق النار على ليبرتي فالانس» ودوره الأشهر في فيلم الطيب والرديء والبشع.

## النشأة
ولد في 9 يناير، 1925 في مدينة سومرفيل بولاية نيوجيرسي تحت اسم «كلارنس ليروي فان كليف الأصغر»، وهو من أصول هولندية. انخرط في البحرية الأمريكية إبان الحرب العالمية الثانية حيث عمل على ظهر السفن الكاسحة للالغام والسفن المطاردة للغواصات، وبعد أن انتهت الحرب عمل لفترة قصيرة كمحاسب ثم قرر أن يبدأ حياتة الفنية.

## حياته المهنية
أول تجاربه في التمثيل كانت على خشبة المسرح حيث حصل على دور صغير في مسرحية "مستر روبرتس" التي شاهده فيها المخرج ستانلي كرامر واسند له دور الشرير "جاك كولبي" في فيلم "منتصف الظهيرة عام 1952، وقد لفت دوره الانتباه على الرغم من انه لم ينطق بأية حوار.

## وفاته
توفي بجلطة قلبية في أوكسنارد، كاليفورنيا في 16 ديسمبر، 1989.

## قائمة أفلامه
- منتصف الظهيرة (1952)
- الحدود الجامحة (1952)
- سر في مدينة كانساس (1952)
- النسل المتمرد (1953)
- لصوص كورسيكا (1953)
- البرق الأبيض (1953)

لي فان كليف في أحد أفلامه

- صحوة الديناصور (الوحش من الـ 20,000 قامة) (1953)
- الساحة (1953)
- شرطة الآداب (1953)
- جاك سليد (1953)
- النبراسكي (1953)
- العشب المتدحرج (1953)
- كولت الغجر (1953)
- القضبان إلى لارامي) (1954)
- سهم في الغبار (1954)
- الفأس الأصفر (1954)
- أميرة النيل (1954)
- المجرم اليائس (1954)
- الفجر في سوكورو (1954)
- كنز روبي هيلز (1955)
- عشرة رجال مطلوبين (1955)
- الكومبو الكبير (1955)
- أغطي العالم السفلي (1955)
- الطريق إلى دنفر (1955)
- الشارع العاري (1955)
- رجل لوحده (1955)
- الأمريكي الغائب (1955)
- الفاتح (1956)
- قانون الرسن (تحية لرجل سيئ) (1956)
- وغزت العالم (1956)
- الشريكين (1956)
- متهم بالقتل (1956)
- المسدس الهادئ (1957)
- شارة المشير رينان (1957)
- بوابة الصين (1957)
- النزاع المسلح في أو كيه كورال (1957)
- الرجل الوحيد (1957)
- ممر الأرز الأسود (آخر عربة للغرب) (1957)
- جو داكوتا (1957)
- نجمة من قصدير (1957)
- معركة بالأسلحة النارية في مونتيري (1957)
- على طول النهر الأحمر (غزاة من كاليفورنيا القديمة) (1957)
- قانون البندقية (يوم الرجل الشرير) (1958)
- الأسود الشابة (1958)
- المتبجحون (1958)
- منجل (1958)
- مسدسات، بنات ورجال عصابات (1959)
- اركب وحيداً (1959)
- أبطأ بندقية في الغرب (1960) - فيلم تلفزيوني
- رجال من الجحيم (1961)
- الرجل الذي أطلق النار على ليبرتي فالانس (1962)
- كيف غُلِب الغرب (1962)
- لوك والوافد الجديد (1965) - فيلم تلفزيوني.
- من اجل دولارات أكثر (1965)
- المبارزة الكبيرة (1966)
- الطيب والرديء والبشع (1966)
- الموت يمتطي حصاناً (1967)
- يوم الغضب (1967)
- ما وراء قانون (1968)
- الكوماندوز (1968)
- سباتا (1969)
- الكوندور (1970)
- باركويرو (1970)
- عودة سباتا (1971)
- النقيب أباتشي (1971)
- نهر الرجل الشرير (1971)
- رحلة العظماء السبعة (1972)
- المبارزة العظيمة (1972)
- الرب، أنت الرب (1973)
- الغريب والمحارب (1974)
- الرحلة العنيفة (1975)
- ديامانتي لوبو (1977)
- الانتقام (1977)
- لا مكان للاختباء (1977) - فيلم تلفزيوني
- القاتل الكامل (1977)
- الأزمة (1978)
- الطريق الصعب (1979) - فيلم تلفزيوني
- المُثَمَن (1980)
- الهروب من نيويورك (1981)
- غوما-2 (1984)
- الاسم الرمزي: الإوز البري (1985)
- غزاة الغابة (1985)
- الاستجابة المسلحة (1986)
- القائد - دير كوماندر (1988)
- لصوص الكنز (1989)
- منطقة السرعة (1989)

## وصلات خارجية
- لي فان كليف على موقع IMDb (الإنجليزية)
- لي فان كليف على موقع الموسوعة البريطانية (الإنجليزية)
- لي فان كليف على موقع روتن توميتوز (الإنجليزية)
- لي فان كليف على موقع ألو سيني (الفرنسية)
- لي فان كليف على موقع ميوزك برينز (الإنجليزية)
- لي فان كليف على موقع تيرنر كلاسيك موفيز (الإنجليزية)
- لي فان كليف على موقع تيرنر كلاسيك موفيز (الإنجليزية)
- لي فان كليف على موقع أول موفي (الإنجليزية)
- لي فان كليف على موقع قاعدة بيانات الأفلام السويدية (السويدية)
- لي فان كليف على موقع إن إن دي بي (الإنجليزية)
- Van Cleef's only published English-language biography
- TheBad.net: A Tribute to Lee Van Cleef
- Lee Van Cleef page
- Lee van Cleef Forum